# Општина Белчугателе (Калараш)
Белчугателе (рум. Belciugatele) општина је у Румунији у округу Калараш.
Oпштина се налази на надморској висини од 67 m.